# Lídia Masllorens i Vilà
Lídia Masllorens i Vilà (Caldes de Malavella, 1967) és una pintora catalana resident a Cassà de la Selva. Llicenciada en Belles Arts per la Universitat de Barcelona, en l'especialitat de pintura, el 1991, s'ha format també en gravat, escultura i fotografia. Les seves creacions artístiques se centren en primers plans de persones, sobretot dones, amb rostres i mirades molt expressius.
Durant 
|  |  |  |  |
|  |  |  |  |
|  |  |  |  |

vint anys es va dedicar a la docència d'arts plàstiques a l'IES de Llagostera.
El 2013 obtingué, juntament amb Silvia Martínez-Palou i Jordi Lafon, el premi de Pintura de la Fundació Vila Casas. El 2013 va obtenir una menció honorífica al LI Concurs Internacional de Dibuix Ynglada-Guillot amb l'obra "Brancall" i, el 2002, la menció d'honor per l'obra "El quadre de la bicicleta" al XVIII Concurs de Pintura Homenatge a Ramon Puig Rañé.
El 2017 va il·lustrar, amb altres autors i il·lustradors, el llibre "Anar a fires. Mirades creuades (I)", sobre les Fires de Sant Narcís, de Girona.
El 19 de setembre de 2020 va fer donació al CAP de Caldes de Malavella del quadre "Nessum Dorma", com a mostra d'agraïment al personal sanitari per la feina feta durant la pandèmia. El CAP de Caldes porta el nom del seu germà, el Dr. Gerard Masllorens, mort prematurament el 2008, el qual va rebre la medalla Josep Trueta a títol pòstum.

## Obres[20]
Algunes de les seves obres són
- Brancall[15]
- Eco. (2019). Giclée; 116 x 150 cm
- Gemma (2019). Obra seriada. Giclée; 89 x 114 cm
- Sonia I (2019). Obra seriada. Giclée; 156 x 153 cm
- Silvia I (2019). Obra seriada. Giclée; 156 x 150 cm
- Max (2019). Acrílic sobre paper. 210 x 195 cm
- Clara (2020). Obra seriada. Giclée; 157 x 151 cm

## Exposicions[5][21][22][23][6]

### En solitari
- 1991, setembre. Casino (Caldes de Malavella, Girona).[24]
- 1995. Galeria NostrArt (Girona)
- 1997, maig. (Cassà de la Selva, Girona). "Dibuixos de Cassà". Amb motiu de la festa major del poble.[25]
- 2007. Centre Cultural Can Costa i Font (Taradell, Barcelona)
- 2015, maig. Galeria Miquel Alzueta (Casavells, Girona). "Un retrat de Picasso i tres dones"[26][27][28]
- 2016, del 4 de febrer al cinc de març. Galerie Arcturus (París, França). "Oeuvres sur papier"[29][30]
- 2017. Galerie Wolfsen (Aalborg, Dinamarca).[31]
- 2018, del 30 al 31 de maig. Alzueta Gallery (Barcelona). "Prova d'artista"[32][33][34]
- 2018. The Gallery (Takamiya, Hikone, Japó)
- 2018, del 2 d'octubre al 3 de novembre. Galerie Arcturus (París). "Oeuvres sur papier"[35]
- 2019, de l'11 al 26 de maig. Leonhard's Gallery (Anvers, Bèlgica). "Portraits"[36][37]
- 2019, del 26 de setembre al 15 de desembre. Espais Volart (Barcelona). "Prova d'artista"[38]
- 2019-2020, del 20 de desembre al 2 de febrer. Cassà de la Selva. "Monotips". Estructurada en dues parts: una, a la Sala d'Exposicions Can Trinxeria i l'altra, a la Sala d'Exposicions la Coma.[39][40][41]
- 2019-2020, del 22 de novembre al 20 de març. Gallery 100 Kubik (Cologne). "This is not a portrait"[6]
- 2020, del 28 de febrer al 2 d'abril. Centre d'Études Catalanes (Paris). "Portraits et zoom"[42]
- 2021, del 6 de març al 5 d'abril. Palau de Casavells - Alzueta Gallery (Casavells). Exposició de noves pintures i estampants que ha creat l'artista per a la col·lecció SS21 d'Annother Archive, de la dissenyadora Cristina Fernández.[43]
- 2021, del 20 de maig al 6 d'agost. Gallery 100 Kubik (Cologne). "Dies ist auch kein Porträt"[44]
- 2021, del 3 al 30 de juny. Alzueta Gallery (Barcelona). "Lidia Masllorens' solo exhibition"[45]

### En grup
- 1994, del 2 al 28 de maig. Galeria NostrArt (Girona). "Col·lectiva". Conjuntament amb Julià Pascual, Eva Llorens,.[46]
- 1995, fins al 20 d'abril. Galeria NostrArt (Girona). Conjuntament amb Ramon M. Carrera.[47]
- 2001, del 7 d'abril al 8 de juliol. Museu d'Art (Girona). "Art sacre gironí d'ahir i d'avui". Amb obres de Salvador Dalí, d'Emília Xargay,.[48][49]
- 2003, de l'1 al 14 de setembre. Casa de Cultura (Girona). "Matem-nos, art per després d'una guerra". Reuneix obres de 149 artistes.[50]
- 2009. Can Costa i Font (Taradell, Barcelona)
- 2010, del 4 al 27 de novembre. Fundació Valvi (Girona). Exposició benèfica per a recaptar fons per a la Fundació Asha-Kiran[51][52][53]
- 2010-2011, del 2 de desembre al 15 de gener. Fundació Valvi. "Sinestèsies, la memòria dels sentits". Conjuntament amb Evdokim Perevalsky[54][55][56][57]
- 2014, del 24 d'abril al 20 de juliol. Fundació Vila Casas (Museu de Can Framis, Barcelona). Conjuntament amb Jordi Lafon i Silvia Martínez-Palou, guanyadors tots tres del Premi de Pintura 2013 de la Fundació Vila Casas[58][59]
- 2016, maig. Pigment Gallery (Barcelona)[60]
- 2016, agost. Galeria Miquel Alzueta (Casavells, Girona).[61]
- 2016, del 19 de juliol al 19 de setembre. Galería Jorge Alcolea (Madrid). Conjuntament amb Abraham Calero, Isabel Ramoneda,.[62]
- 2018. Exposició itinerant, inaugurada al juny a la Biblioteca de Palamós. "Art per la República". Impulsada per l'associació Catalunya, Cultura i Progrés (CATCIP), amb el suport de la Fundació Llibreria Les Voltes, de Girona.[63][64]
- 2018, agost. Galería Alcolea (Madrid). "Colectiva de verano"[65]
- 2019, del 28 de març al 27 d'abril. Galerie Arcturus (París). "20 ans, 20 artistes!"[66][67]
- 2021, del 5 de març al 10 d'abril. Espai Cavallers (Lleida). "#universfemení". Amb obres, a més, de Carme Magem, Magdalena Morey, Marta Fàbregas, Tatiana Blanqué, Sonia Alins i Aurembiaix Sabaté.[68][69]
- 2021, del 13 de març al 9 de maig. Museu d'Història (Girona). "Plurals en femení. Sororitats". Conjuntament amb les artistes Roser Oliveras, Montserrat Fargas, Mercè Jané, Maria Àngels Feliu i altres.[70]
- 2021, del 4 de setembre al 14 de novembre. Sala de l'Escorxador (Figueres). "Un estrany en el seu hàbitat". Conjuntament amb els artistes Josep Algans, Ester Baulida, Pere Ballés, Lisa Bos i altres; a més de diversos escriptors, naturalistes i pensadors. Exposició coordinada per Pilar Farrés i Enric Tubert amb la col·laboració del Museu de l'Empordà.[71]

## Fires d'art[7]
Algunes de les fires d'art en les que ha participat són:
- 1994, 17 i 18 de desembre. II Fira Mercat de l'Art. Palau Firal (Girona).[72]
- 2016, març. Eurantica (Brussel·les, Bèlgica)[73]
- 2015, del 14 al 22 de novembre. Antica Namur (Namur, Bèlgica)[74]
- 2017. Art Madrid (Madrid). Amb la Galeria Miquel Alzueta.[75][76]
- 2017, del 30 de març al 2 d'abril. Art París (París). Amb la Galeria Miquel Alzueta.[77]
- 2018. Art Êlysées (París)
- 2021, del 26 al 30 de maig. Art Madrid'21 (Madrid)

## Altres
- 1999. Supermerc'art (Girona). 32 joves artistes posen a la venda un mínim d'una vintena d'obres originals cada un. Projecte impulsat per la Fundació Studium.[78]
- 2013, del 23 de gener a l'1 de febrer. Centre Cultural La Mercè (Girona). 6è Festival d'Art Independent Pepe Sales - Arts plàstiques.[79][80]
- 2013, 19 d'abril. Participació a la subhasta a El Puntal de les Arts (Banyoles). Organització a càrrec del Club Esportiu Banyoles en benefici del mateix Club, el Mas Casadevall, el Coiet i Càritas.[81]
- 2014, 12 i 13 d'abril. Participació al Dia Internacional de l'Art (demarcació de Girona).[82][83][84]